# 福島県道285号北方遅沢線

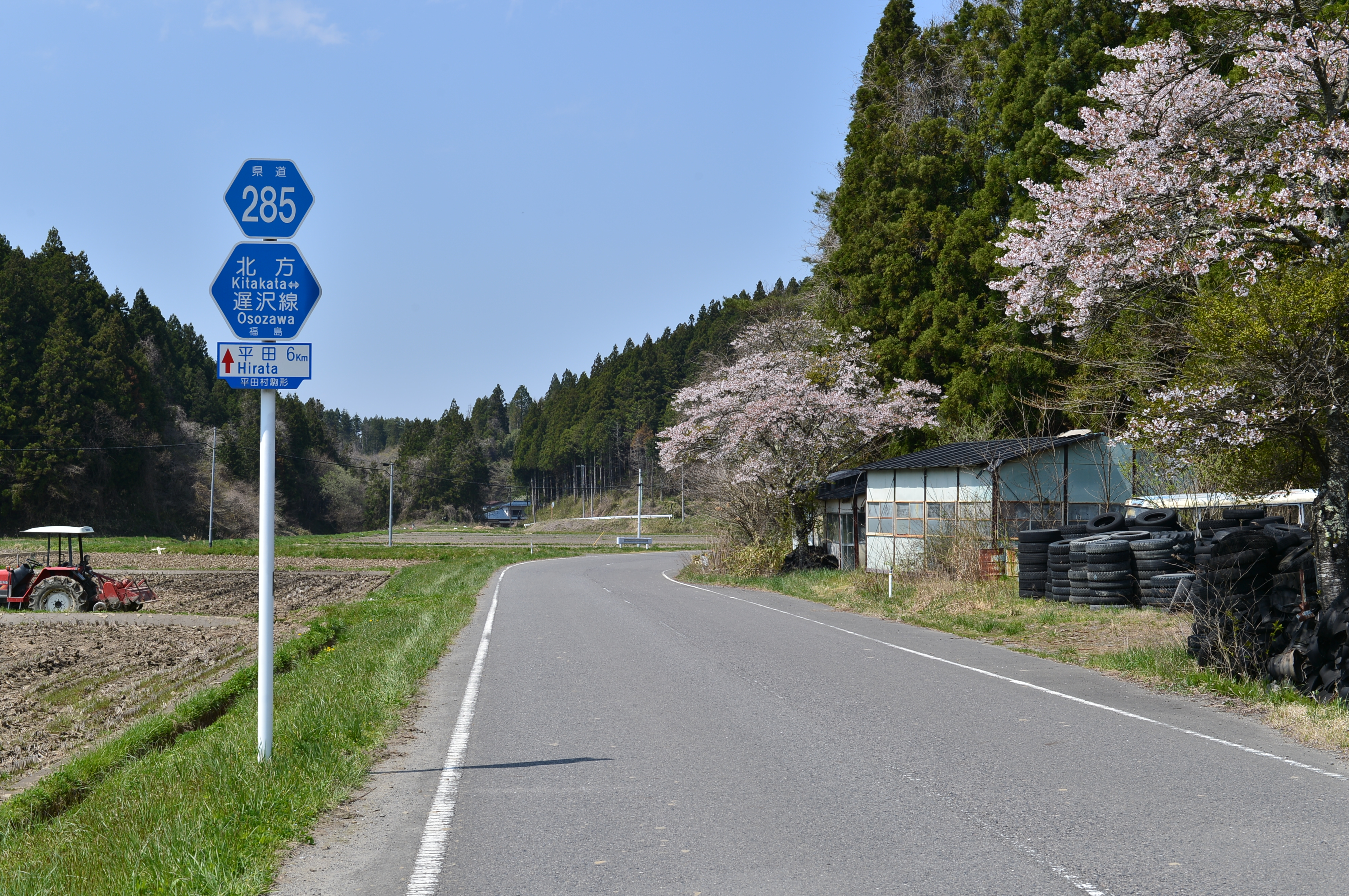
福島県道285号北方遅沢線
石川郡平田村駒形（2015年4月）

福島県道285号北方遅沢線（ふくしまけんどう285ごう きたかたおそざわせん）は、福島県石川郡平田村を通る一般県道である。

## 路線概要
- 起点：石川郡平田村大字駒形字蕨平
- 終点：石川郡平田村大字上蓬田字遅沢
- 総延長：8.238km[1]
  - 実延長：6.607km
- 路線認定年月日：1959年8月31日[2]

### 重用区間
- 福島県道140号石川鴇子線（石川郡平田村大字北方字寺屋敷～同村大字東山字地我）

### 道路施設
川端橋
- 全長：26.0m
- 幅員：8.0m
- 竣工：1982年[3]

川端橋側道橋
- 全長：18.5m
- 幅員：3.0m
- 竣工：2003年

平田村永田字広町から字堂作に至り、一級水系阿武隈川水系北須川を渡る。橋上は上下対向2車線で供用され、下り線側に人道橋が設置されている。車道橋は起点から終点にかけて右にカーブする線形を描く。

## 地理

### 通過する自治体
- 石川郡平田村

### 交差する道路
- 国道349号（駒形字蕨平 起点）
- 福島県道140号石川鴇子線 石川方面（北方字寺屋敷）
- 福島県道140号石川鴇子線 鴇子方面（東山字地我）
- 国道49号（上蓬田字遅沢（遅沢交差点） 終点）

### 沿線
- 平田村役場（旧庁舎）
- 福島県立小野高等学校平田分校
- 永田郵便局